# Maine coon
Le maine coon est une race de chats à poil mi-long originaire de l'État du Maine aux États-Unis. Ce chat au physique rustique est caractérisé par sa grande taille (environ 48-100 cm du museau au bout de la queue à l'âge adulte), sa queue en panache, son museau carré, ses oreilles à plumets et son poil long. La race s’est développée à partir de croisements entre des chats de ferme locaux et d’autres chats aux origines mal cernées, importés par les immigrants européens et qui ont su s’adapter aux conditions de vie et au climat difficiles de la région. Il est à ce jour l'une des plus grandes races de chats domestiques, avec le savannah, une race originaire des États-Unis issue du croisement avec le serval, un félin sauvage africain. Le maine coon est également la plus ancienne race naturelle nord-américaine.

## Historique

### Origines

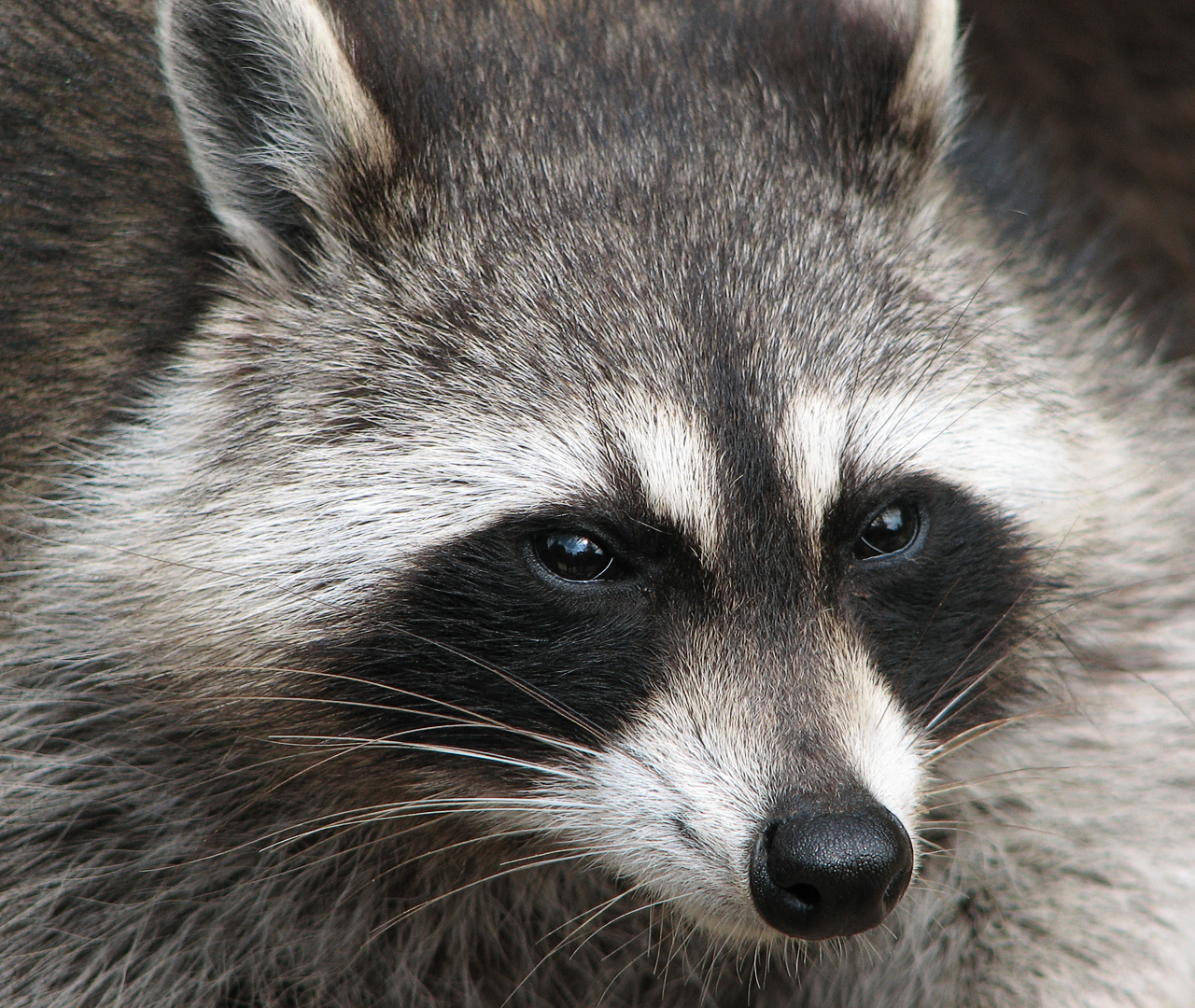
La légende veut que le maine coon soit issu d'un croisement avec un raton laveur (coon en anglais familier).

Le maine coon est probablement l'une des plus anciennes races naturelles nord-américaines,.
Plusieurs légendes décrivent les origines de la race. La plus répandue raconte que le maine coon est le fruit d'un croisement entre des chats et des ratons laveurs (familièrement coon en anglais, abrégé de racoon), ce qui expliquerait leur couleur (la plus répandue est le brown tabby, c'est-à-dire tigré brun) et leur queue très touffue.
Bien sûr, il est génétiquement impossible de réaliser un tel hybride, mais la race garde de cette légende son nom.
La deuxième avance que le maine coon est un descendant des six chats angoras envoyés par Marie-Antoinette d'Autriche alors qu'elle préparait sa fuite pour échapper à la Révolution française. Ces angoras auraient été amenés sur le bateau Sally du capitaine Samuel Clough de Wiscasset avec les autres effets personnels de la reine. Les angoras se seraient ensuite mêlés aux chats de ferme locaux pour donner naissance au maine coon,.
Une autre théorie avance que la race s'est développée à partir de croisements entre des chats de ferme locaux et d'autres chats à poils longs ou mi-longs importés premièrement par les Vikings aux alentours de l'an 1000. Le maine coon descendrait alors du chat des forêts norvégiennes, ce qui expliquerait leur ressemblance. Cette hypothèse est appuyée par la ressemblance entre turc de van, sibériens, norvégiens et enfin maine coons dont les origines géographiques correspondent aux déplacements des Vikings,. Cette ressemblance avec le norvégien peut aussi s’expliquer par le fait que le climat hivernal de la Nouvelle-Angleterre et celui de la Norvège sont identiques et auraient donc conduit à sélectionner les mêmes spécificités physiques.
Au XIXe siècle, Mme Pierce, une des premières propriétaires de maine coon a également émis l'hypothèse que ces chats étaient arrivés sur les côtes du Maine par la mer, non pas grâce aux Vikings, mais plutôt par les riches familles du Maine qui possédaient alors de luxueux bateaux et voyageaient beaucoup. Ils auraient ramené de leurs expéditions de nombreux animaux de compagnie exotiques, notamment pour amuser les enfants. La deuxième hypothèse de Mme Pierce était que des chats angoras furent embarqués à bord des bateaux marchands pour chasser les rats. Dans les deux cas, ils auraient débarqué sur la côte Est et se seraient mélangés aux chats locaux à poils courts,.
Une autre possibilité est qu'ils aient été importés par les immigrants européens et aient su s'adapter aux conditions de vie et au climat difficile de la région,.

### Développement de la race

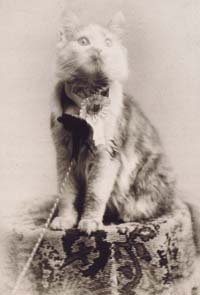
Cosey, la première maine coon vainqueur en 1895 à New York.

En 1860, les fermiers du Maine, très fiers de leurs chats, organisaient leurs propres expositions pour élire le champion. Le premier maine coon cité dans la littérature est un mâle noir et blanc nommé Captain Jencks qui appartenait à Mme Pierce. Cela remonte à 1861. Un peu plus tard, en 1895, ce chat de grande taille fit sensation au Madison Square Garden lors des premières expositions officielles des États-Unis et c'est d'ailleurs une femelle maine coon nommée Cosey qui remporta le concours,. En 1897, une douzaine de maine coons participaient à une exposition à Boston. Au début du XXe siècle, la popularité de la race dépasse la Côte Est et atteint la côte ouest des États-Unis, puis tombe peu à peu dans l’oubli puisque jusqu'en 1950 la mode est aux persans et aux siamois, laissant de côté le géant américain. À la fin des années 1940, la race maine coon est déclarée un peu vite disparue. La popularité de la race s'accroît à nouveau lorsque deux éleveurs fondent le Central maine coon cat club en 1953. Trois ans plus tard, ce club écrit également le premier standard de la race. Les efforts paient puisqu’en 1960, la race a retrouvé sa popularité d’antan,.
Le maine coon est officiellement reconnu depuis 1967 par l’American Cat Fanciers Association (ACFA) et la Canadian Cat Association (CCA). La Cat Fancier Association (CFA) tarde à reconnaître la race qu’elle refuse à plusieurs reprises entre 1969 et 1972. Il faut attendre 1973 pour que la fédération reconnaisse la race de façon provisoire et 1976 pour une reconnaissance définitive. Entre-temps, en 1972, les différents standards existants sont harmonisés au niveau national,.
L'importation du maine coon en France date de 1981, mais la race ne prend son essor qu’au début des années 1990 et c’est également à cette époque que l’Allemagne la découvre. La Fédération internationale féline (FIFé) reconnaît la race en 1983 et le Governing Council of the Cat Fancy (GCCF) en 1986,.

### Popularité
À l’heure actuelle le maine coon est très populaire. En 1988, en Angleterre, il était déjà dans les dix premières races avec 308 chats enregistrés. En 2008, il était à la septième place des races les plus populaires, toujours selon le GCCF et, contrairement à d'autres, il y reste depuis 15 ans. Au vu de l’augmentation du nombre total de chats de race, le nombre de maine coon a doublé pour qu’il puisse garder cette septième place.
Aux États-Unis, son pays d'origine, le maine coon se maintient à la deuxième place des chats de race préférés des Américains depuis plusieurs années, et est officiellement la mascotte du Maine depuis 1985. 
Au Canada, le maine coon est la 2e race de chat la plus populaire entre 2016 et 2019, selon l’AFC.
En France, il occupait entre 2003 et 2008 le quatrième rang avec plus de 2 000 pedigrees enregistrés, soit une augmentation de 97 % par rapport à 2003. Depuis 2008, il est troisième au classement des chats de race au LOOF et a devancé le chartreux. En 2011, selon les statistiques du LOOF, il devient de loin la première race de chats produite en France, avec 4 843 pedigrees émis, contre 4 222 pedigrees pour le Persan, au deuxième rang, et 4 034 pedigrees pour le Sacré de Birmanie, au troisième rang.
La race du maine coon, comme d'autres races populaires telles que le Persan et le Sacré de Birmanie, est désormais victime de son succès, et voit se développer de nombreux chats dits « d'apparence », notamment par le biais de sites d'annonces.
Toutefois, sans pedigree LOOF, un chat né en France est considéré comme un « chat européen », même si ses parents ont un pedigree LOOF (loi du 6 janvier 1999, décret du 28 août 2008) et ne peut prétendre qu’à l’appellation de chat de « type » ou chat « d'apparence ». Cette appellation n’apporte aucune garantie, ni morphologique, ni comportementale, mais signifie seulement que le chat ressemble à un chat de race persane ou siamoise, par exemple. Aujourd’hui, l’utilisation du terme « chat de race » pour un chat sans pedigree LOOF est considérée comme une tromperie par les tribunaux et l’éleveur peut être condamné.
En France, il occupe le premier rang en termes de pedigrees enregistrés au LOOF depuis 2012.
| Année | LOOF         | LOOF | GCCF,        | GCCF, |
| ----- | ------------ | ---- | ------------ | ----- |
| Année | Inscriptions | Rang | Inscriptions | Rang  |
| 2003  | 1 317        | 4e   | 1 729        | 7e    |
| 2008  | 2 600        | 3e   | 2 095        | 7e    |
| 2012  | 5 473        | 1er  | 1 938        | 4e    |
| 2019  | 15 648       | 1er  | -            | -     |
| 2020  | 19 452       | 1er  | -            | -     |
| 2022  | 26 661       | 1er  | -            | -     |

## Standards

### Corps

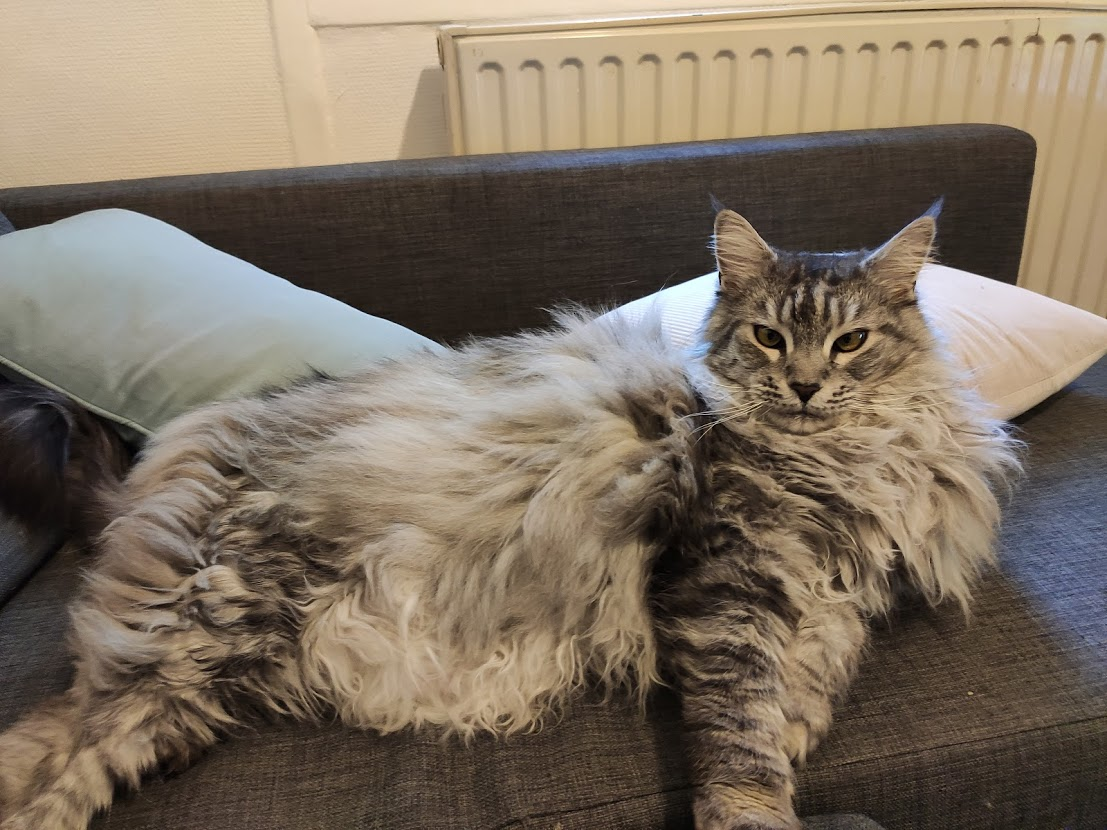
Le maine coon est un très grand chat.

Le corps du maine coon est long et rectangulaire avec une large poitrine et une musculature puissante. La silhouette générale doit cependant rester équilibrée et sans exagérations,,. Ce félin est l’une des plus grandes races de chats au monde. Il pèse en moyenne de 6 à 9 kg. En 2006, le record du plus long chat au monde (121,9 cm) est détenu par un maine coon nommé Léo,. Ce record a été battu par un autre maine coon nommé Stewie. Plus récemment, d'après plusieurs vétérinaires, un chat nommé Rupert pèsera 11 kg à l'âge adulte. Il est aussi appelé "chat méga monstre" par les spécialistes.
Les mâles sont plus imposants (de 6 à 9 kg) que les femelles (de 4 à 6 kg), soit environ le double des chats de gouttière. Pour arriver à un tel poids, leur croissance est lente et dure plusieurs années (entre trois et cinq ans),,.

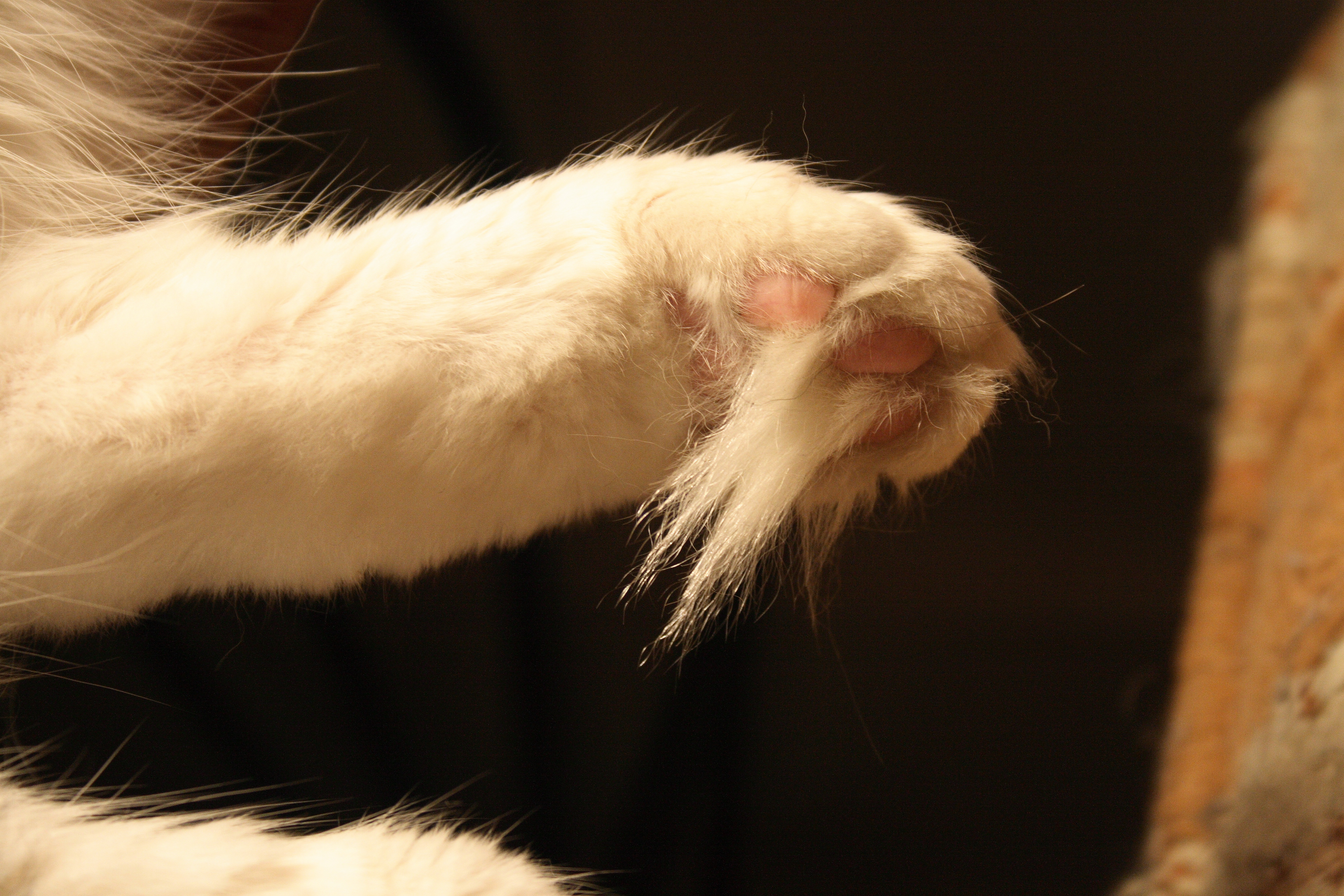
Touffe de poils entre les doigts.

 Les pattes sont solides, puissamment musclées et d’une longueur moyenne, accentuant l’apparence rectangulaire de la silhouette. Entre les pattes avant, le poitrail doit être large. Les pieds sont grands et ronds.
La polydactylie, pourtant présente naturellement chez certains des chats fondateurs de la race, n’est pas reconnue par le LOOF et le standard français précise qu'un maine coon doit posséder cinq doigts à l’avant et quatre à l’arrière. Un nombre de doigts supérieur est considéré comme un défaut grave et éliminatoire en exposition. Les associations américaines et canadiennes acceptent ce trait où il est même particulièrement recherché[réf. nécessaire]. Il faut également noter une importante présence de touffes de poils entre les doigts (poils inter-digitaux), sans cela des pénalités sont infligées,,.
La queue est longue, repliée sur le dos, elle doit atteindre l’omoplate. Son diamètre est large à la base et elle se termine en pointe. Elle doit être bien fournie de poils longs formant des mèches,,.

### Tête

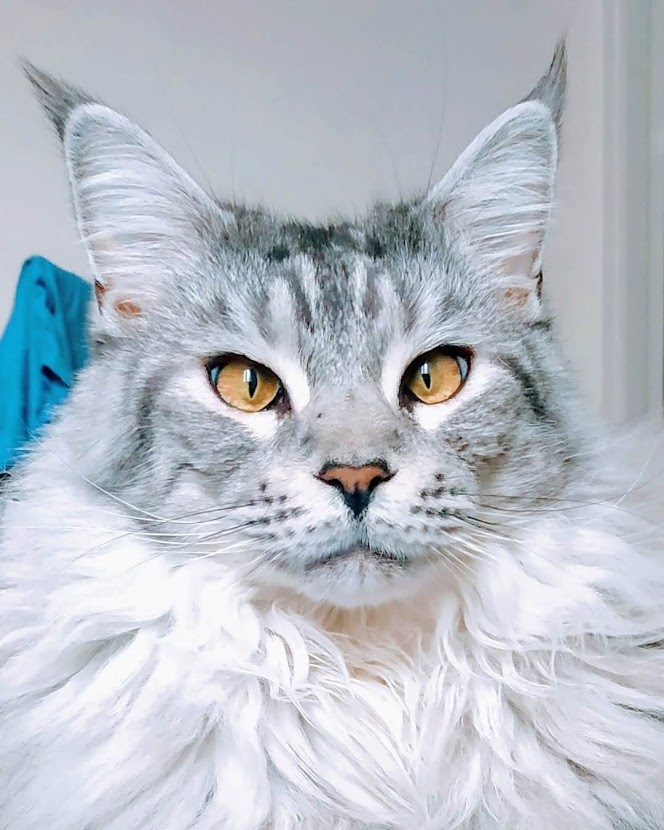
Le maine coon a un museau carré.

La tête est de taille moyenne avec des pommettes saillantes. Vu de profil, le nez est légèrement courbé sans pour autant être marqué par un stop, par contre, une petite bosse au bout du nez est tolérée (« bump »), trop proéminente, elle est considérée comme un défaut. Le museau est fort et carré, ce qui en fait un trait caractéristique de la race. Si le museau est trop court, trop rond ou pointu, ceci est considéré comme un défaut pénalisant en exposition. Les yeux sont grands, ovales et placés en oblique bien espacés l'un de l'autre sur la tête. Lorsqu'un maine coon est attentif à quelque chose, les yeux peuvent paraître plutôt ronds. Les couleurs acceptées sont le jaune, le cuivre, le vert et le doré dans toutes leurs nuances et sans forcément de relation avec la couleur de la robe. Les yeux vairons sont acceptés chez les chats blancs ou particolores.
Les oreilles sont grandes et larges à la base, portées haut sur la tête. On doit pouvoir compter une largeur de base d'oreille entre les deux oreilles sur un chat adulte. Elles ne sont que modérément pointues mais des touffes de poils à leurs extrémités (plumets) sont très recherchées et souhaitables. Les mâles adultes présentent une évolution caractérisée par un élargissement de la tête qui fait paraître les oreilles plus petites et plus basses,.

### Robe et fourrure
La fourrure, de longueur inégale sur le dos et les flancs, est mi-longue. Elle offre une bonne protection naturelle. Une fourrure d'égale longueur sur tout le corps est un défaut. Une collerette sous la gorge et une culotte sont appréciés. La texture est soyeuse et le sous-poil fin mais la fourrure doit toutefois faire le plus naturel possible. Toutes les robes traditionnelles (sauf le ticked tabby - suivant les fédérations félines[réf. souhaitée] - et le colourpoint) sont acceptées dans toutes les couleurs sauf le chocolat, le lilas, le cannelle (cinnamon) et le faon (fawn),.
Toutefois, les robes les plus recherchées sont le brown blotched tabby (brun marbré) et le brown mackerel tabby (brun tigré), avec ou sans taches blanches, celles-ci rappelant particulièrement l'aspect sauvage du maine coon ; viennent ensuite les black silver tabby et les blue tabby ou blue solide.[réf. nécessaire] Dans les robes uniformes on retrouve plus particulièrement des maine coon noirs, bleus ou blancs,.

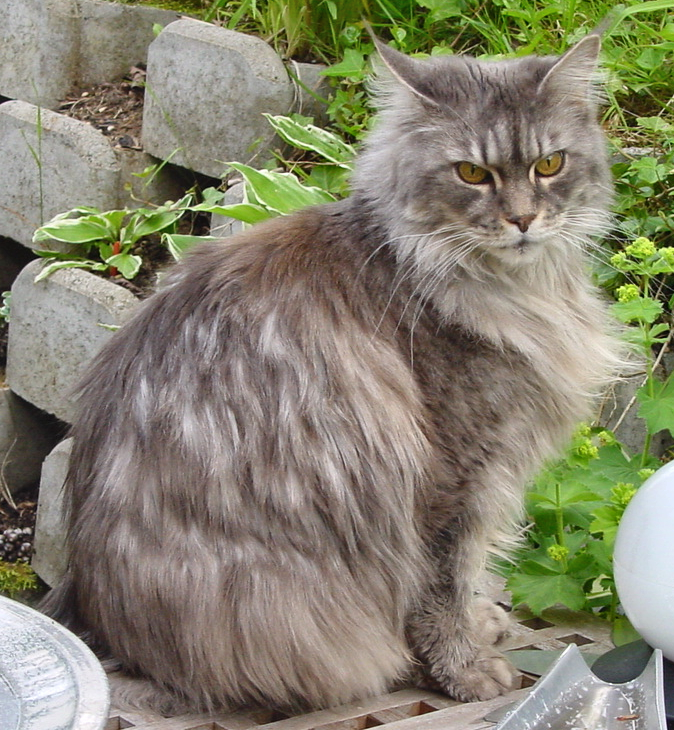
Femelle blue tortie mackerel tabby.
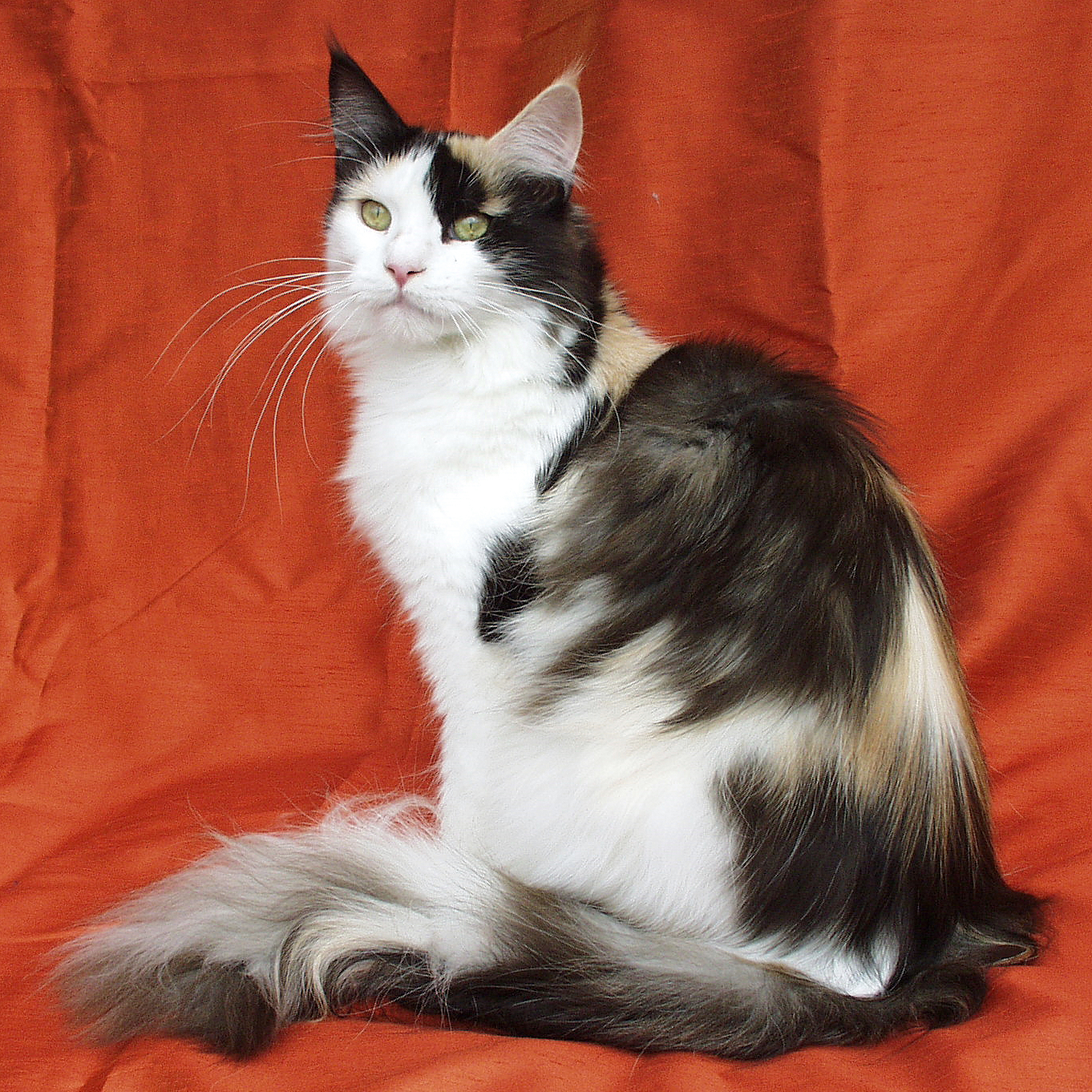
Femelle black  tortie smoke and white.
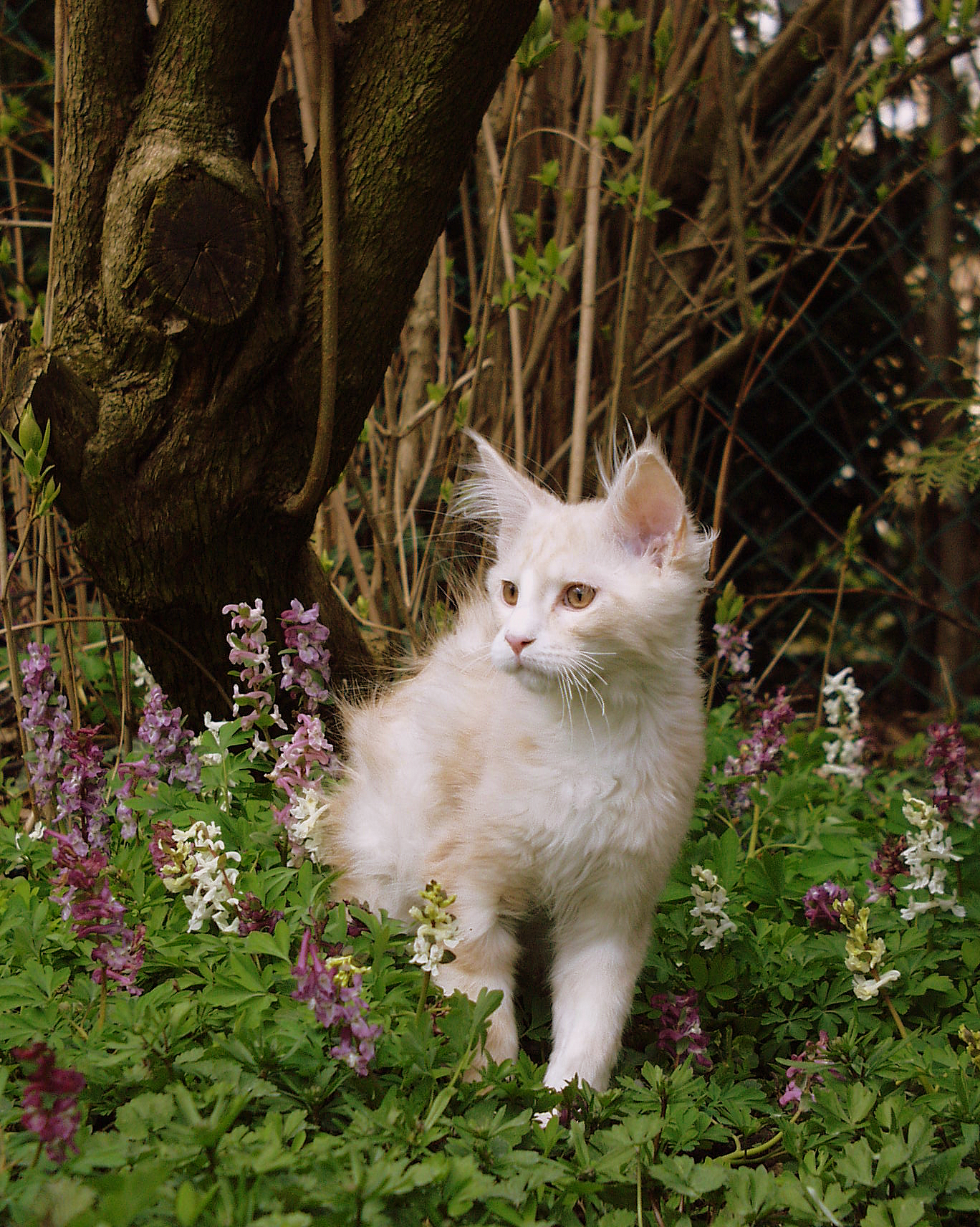
Jeune mâle red silver blotched tabby.
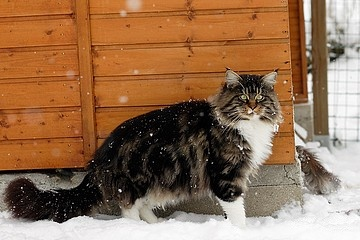
Maine coon brown tabby et blanc.
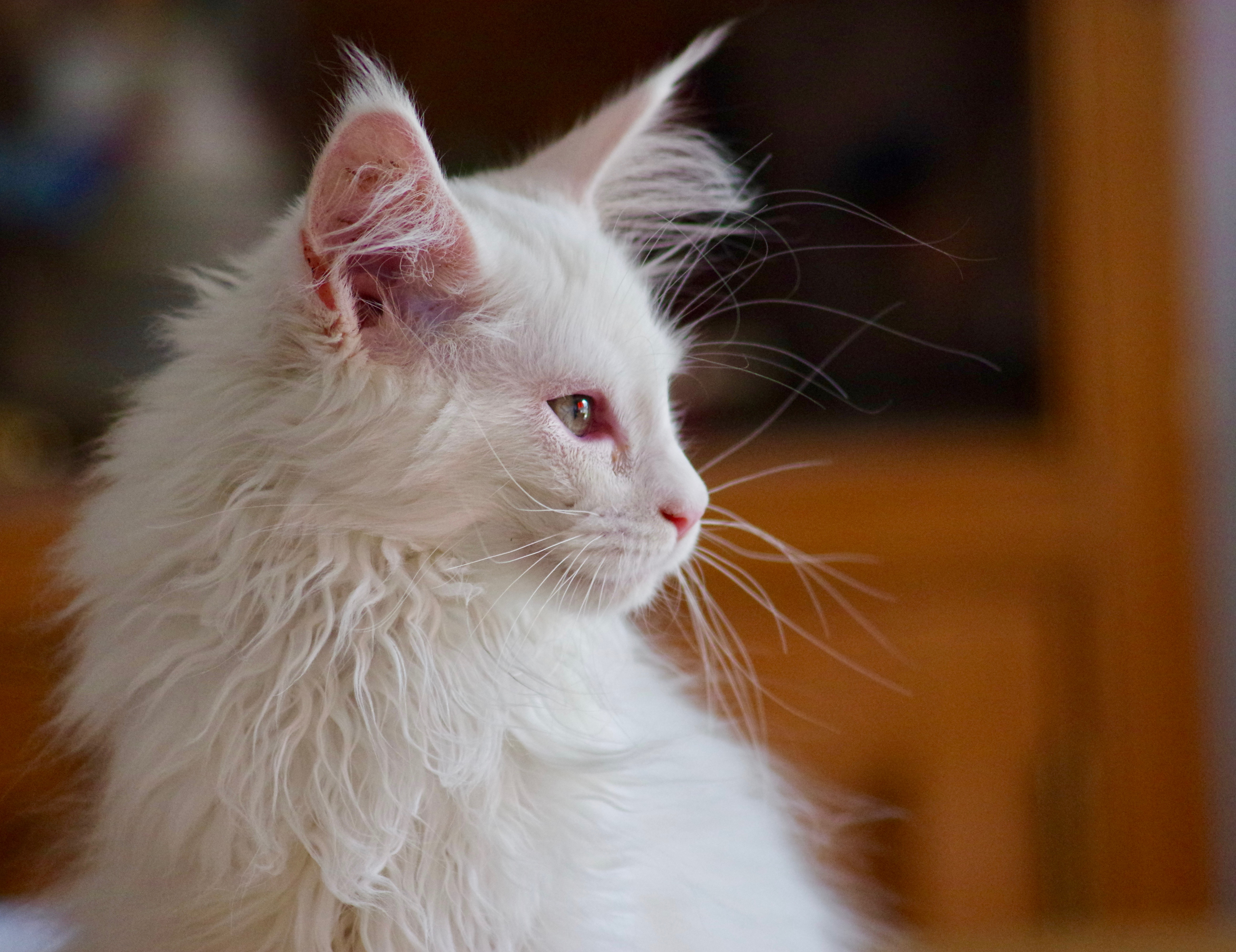
Chaton blanc, femelle, trois mois.
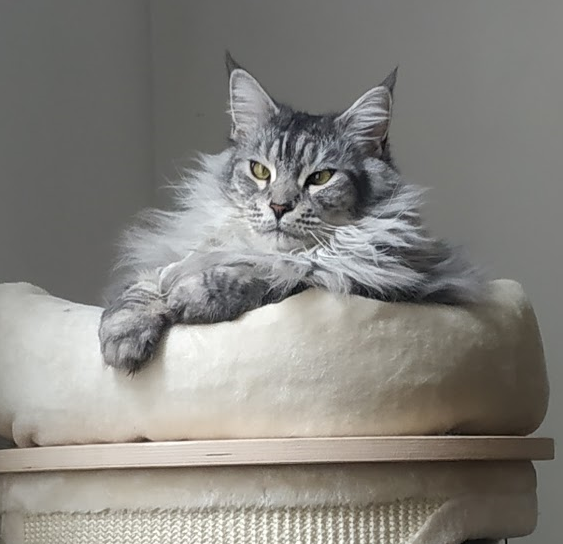
Main Coon, black silver tabby, sans indication de motif.
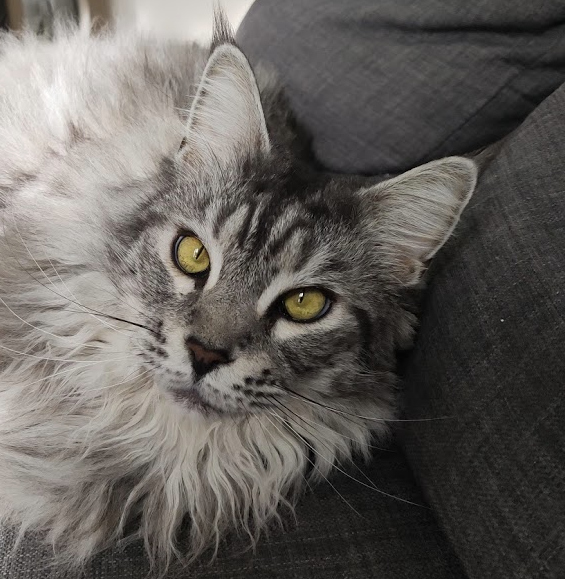
Regard d'un Main coon.

## Caractère

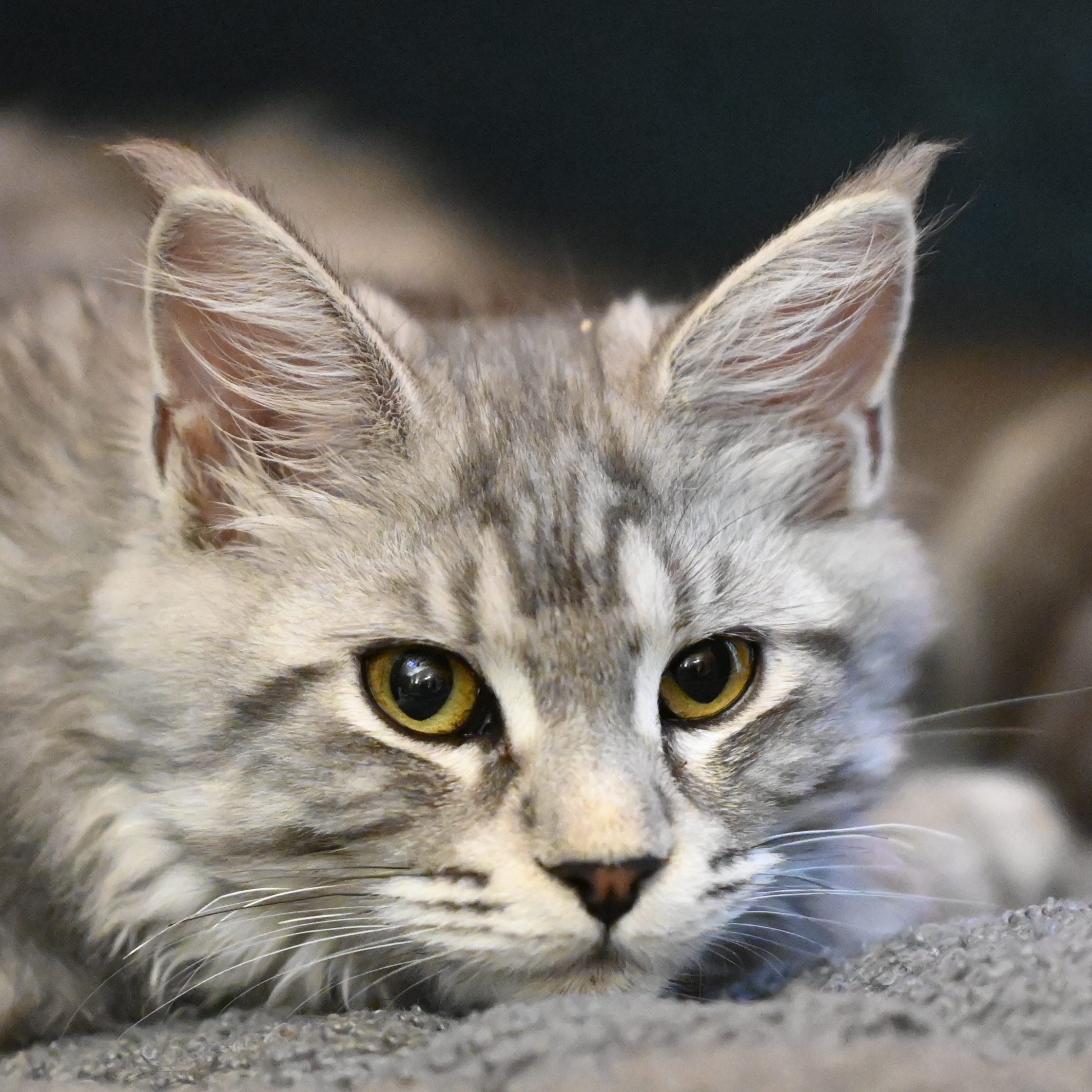
Portrait d'une chatte Maine coon de six mois.

Les traits de caractère ne sont pas décrits dans les standards, ils restent parfaitement individuels et sont fonction de l'histoire de chaque chat. Selon le portrait du livre officiel des origines félines, le maine coon s’entend bien avec tout le monde même les étrangers et les autres animaux et saurait faire patte douce avec les enfants selon le portrait du LOOF. Il est attaché à sa famille et aux autres animaux, chiens compris. De manière générale, les maine coon sont connus pour être de gentils géants, très affectueux et doux.

## Élevage

### Problématique de l'élevage
Le maine coon actuel descend principalement de cinq chats, appelés « chats fondateurs » qui ont servi à construire le type de la race telle qu'on la connaît et provenaient de trois chatteries différentes : Andy Katt of Heidi-Ho, Bridget Katt of Heidi-Ho, Tatiana of Tati-Tan, Dauphin de France of Tati-Tan et Whittemore Smokie Joe.
Ces cinq chats ont été accouplés ensemble un important nombre de fois ainsi qu'avec leurs descendants. Notamment un petit-fils et arrière-petit-fils de Andy Katt et Bridget Katt of Heidi-Ho appelé Heidi Ho Sonkey Bill qui lorsqu'il était marié avec une certaine femelle donnait des chatons qui se ressemblaient tous, tels des clones. Ces chats donnaient des très bons résultats en exposition et ils furent utilisés de manière intensive pour développer la race, à tel point que la consanguinité devint très importante. Cette expression est restée et on peut calculer le taux de clones dans un pedigree. Actuellement, on trace généralement 35 % de clones mais cela peut monter jusqu'à 50 %. Cela dit, la consanguinité chez le Maine Coon est bien inférieure à celle constatée dans d'autres races (le Devon Rex et le Sacré de Birmanie, par exemple). Il faut ici parler du travail en outcross et sur les chats de fondation[réf. nécessaire].

### Acquisition
Le prix d'un maine coon varie fortement selon l'âge, la descendance et les qualités esthétiques de l'individu, mais également selon l'éleveur. En 2021, les prix observés en France pour un chaton destiné à la compagnie (c'est-à-dire qui ne servira pas de reproducteur qui pourra donc être stérilisé avant son départ de la chatterie) varient de 1 100 à 1 800 euros. Les femelles sont généralement vendues plus cher que les mâles, leur prix pouvant atteindre 2 000 €. Aux États-Unis, un chaton de compagnie est vendu entre 350 et 500 dollars en 2007. Un chaton de concours ou de reproduction coûtera en moyenne entre 1 200 € et 1 500 € en France, et jusqu'à 2 000 € à l'étranger. Un retraité d'élevage, avec un âge souvent inférieur à quatre ans, coûtera en moyenne 300 €, stérilisation comprise[réf. nécessaire].
Il est impératif que ce soit pour un chaton destiné à la compagnie, que pour un futur reproducteur, de s'assurer que les parents ont bien leurs tests de dépistage ADN pour les maladies liées à la race (HCM, PKdef, SMA, et le groupe sanguin GS), et également les échographies cardiaque et renale. Chez le maine coon, l'ADN ne teste pas la PKD (polykistose renale) et une seule sorte de HCM est testée par ADN. Seule une échographie Doppler faite par un vétérinaire cardiologue et un suivi annuel permet de certifier des reproducteurs sains.
En France en 2010, on compte 756 éleveurs déclarés ayant eu au moins une portée depuis 2003. Seuls 524 d'entre eux ont été actifs au cours des deux dernières années et la plupart d'entre eux n'ont qu'une portée par an. Seuls une dizaine d'éleveurs déclarent plus de dix portées par an.

### Reproduction
Les femelles ont des chaleurs plutôt discrètes et donnent en moyenne naissance à quatre chatons par portée avec des extrêmes allant de un à onze,. En France, en 2010, on compte 590 mâles reproducteurs au cours des deux dernières années mais seuls 113 d'entre eux contribuent à plus de la moitié des naissances françaises. La plupart de ces mâles ont entre un et deux ans, mais cela peut aller jusqu'à onze ans pour les plus âgés.
Les femelles sont plus nombreuses sur le territoire français : 1 129 au cours des deux dernières années. Elles ne sont pourtant que 304 à donner naissance à plus de la moitié des chatons. La majorité de ces femelles en reproduction ont entre un et deux ans mais cela peut aller jusqu'à neuf ans.

### Outcrossing
Ce terme désigne l'apport de sang extérieur. Il est utilisé par les éleveurs de maine coon qui travaillent à enrichir le pool génétique de la race, actuellement très restreint.
Pour cela, ils travaillent avec les livres des origines américains qui sont encore ouverts, c’est-à-dire qui acceptent d’enregistrer des chats qui ne sont pas de race. Il existe en effet aux États-Unis des chats dont le phénotype est très proche du maine coon. Le chat choisi est alors enregistré dans le livre des origines sans que l'on en connaisse les parents et il est appelé « chat de fondation » ou F1. Il est ainsi incorporé à l'élevage et peut être accouplé avec d'autres « chats de fondations » ou avec des chats de lignées classiques.

### Santé
Comme tout chat de race à consanguinité importante, quelques maladies peuvent toucher le maine coon, la principale restant la Cardiomyopathie hypertrophique (HCM).

#### Cardiomyopathie hypertrophique féline (HCM)
Grâce à son développement en termes d'effectifs, le maine coon est parmi les races les plus étudiées par rapport à la cardiomyopathie hypertrophique féline (HCM).
Chez le maine coon, cette maladie se transmet dans la plupart des cas sur un mode autosomique dominant, au travers d'une mutation du gène MYBPC de forme HMC1, qui est propre à la race et qui a fait l'objet d'un test ADN spécifique. La mobilisation des éleveurs de maine coon contre cette maladie et leur collaboration avec les laboratoires en cardiologie aura permis la mise en œuvre de ce test ADN dont l'objectif à court terme est d'éradiquer cette forme de cardiomyopathie propre au maine coon et qui représente 70 % des cas connus dans la race. Il faut toutefois souligner que ce test ADN n'a pas valeur suffisante pour affirmer qu'un maine coon soit exempt de cardiomyopathie et ne reste qu'un outil pour l'éleveur : le suivi échographie avec Doppler couleur et DTI demeure absolument indispensable dans le suivi des reproducteurs.

#### Dysplasie des hanches (HD)
La dysplasie de hanche peut également toucher le maine coon. Cette maladie héréditaire se caractérise par une malformation des articulations des hanches. La dyplasie entraîne des lésions douloureuses de l’articulation pouvant mener à de l’arthrose.
On ne dispose pas de beaucoup d'études à ce sujet, mais il semblerait que la race soit particulièrement touchée, jusqu’à 20 % pour l’Orthopedic Fondation for animals américaine. Le premier cas de dyplasie chez le chat a été diagnostiqué en 1974 et il n'est pas exclu que la sélection à outrance de gros gabarit au fil des années ait mené à l'apparition de plus en plus fréquente de cas de dysplasie, comme cela fut le cas ces dernières décennies dans beaucoup de grandes races de chiens. La malformation se développerait chez le chaton dès l’âge de six mois et dans 72 % des cas elle est bilatérale. Il semblerait qu’elle soit héréditaire à déterminisme polygénique et qu’elle soit également influencée par l’environnement du chat (obésité et activité physique intense notamment).
Un dépistage par radiographie peut être réalisé dès les deux ans du chat. L’examen est cependant assez lourd puisqu’il est effectué sous anesthésie générale, membres attachés en extension. C'est la raison pour laquelle beaucoup d'éleveurs rechignent encore à pratiquer ce test sur leurs reproducteurs.
Il n’existe aucun traitement pour cette maladie, mis à part une chirurgie consistant à retirer la partie malformée du fémur. Un traitement médicamenteux peut être administré pour freiner les dégâts provoqués au cartilage ou pour soulager temporairement l’inflammation.

#### Autres maladies à faible spectre: SMA, PKD, PKDef et entropion
La polykystose rénale (PKD), fréquente chez le chat Persan, a longtemps été associée, à tort, au Maine Coon. Cette maladie rénale, caractérisée par le développement de kystes remplis de liquide dans le tissu rénal (et chez le Persan et races dérivées également dans le foie et le pancréas), présente chez le Maine Coon un mode de transmission non encore élucidé[réf. nécessaire], ainsi qu'une apparence et une progression différente. Une étude rétrospective effectuée sur 187 chats Maine Coon en santé a documenté une faible incidence de ces kystes (3.7%). Les kystes étaient principalement simples et unilatéraux (6/7, 85.7%), petits (3,6 mm de diamètre) et situés à la jonction cortico-médullaire (4/6, 66.7%), donc différents en taille, nombre et position de ceux observés chez les races dérivées du Persan. Dans la même étude, non seulement les six Maine Coon présentant des kystes rénaux testaient négatif à la mutation PKD1 responsable de la maladie chez le Persan, mais le séquençage génétique ne parvenait pas à démontrer de séquence génétique commune à ces 6 chats. La présence de kystes rénaux, en l'absence d'autres anomalies rénales, ne semblait pas avoir d'impact sur la qualité de vie des patients affectés; ceux pour lesquels un suivi était disponible étaient en vie et déclarés en bonne santé par leur propriétaire à l'âge adulte. Bien que la nature exacte et la signification clinique des kystes rénaux chez le Maine Coon n'aient pas encore été établies, le dépistage est encore recommandé dans le cadre d'un programme reproducteur. L'échographie reste à ce jour le seul test valide pour la détection des kystes rénaux chez cette race.
La race peut également être atteinte d'atrophie musculaire spinale (SMA). Cette maladie restant extrêmement rare chez le maine coon cause la dégénérescence des neurones commandant les muscles. Elle se transmet génétiquement sur un mode autosomique récessif. Là aussi, il existe un test de dépistage ADN afin de détecter les mutations du gène LIX1, responsable de la maladie.
La PKdef -déficience en pyruvate kinase- (à ne surtout pas confondre avec la PKD qui touche le rein par formation de kystes rénaux) est une pathologie d’origine génétique autosomale récessive. Elle provoque une anémie hémolytique régénérative chronique intermittente. Un test de dépistage par ADN existe et est recommandé sur les reproducteurs.
Enfin, les Maine Coon sont également prédisposés au développement d'entropions, ce qui peut engendrer un inconfort oculaire, une irritation conjonctivale chronique, et dans certains cas un ulcère cornéen. Une correction chirurgicale peut être nécessaire.

### Génétique
Des recherches génétiques menées par l'université de Californie à Davis ont rapporté la présence chez le Maine Coon, d'une très faible fréquence de l'allèle récessif responsable du gantage blanc du sacré de Birmanie. Un test génétique spécifique existe afin de détecter le gène de gantage birman.

#### Standards
- Standard LOOF
- (en) Standard CFA
- (en) Standard ACF
- (en) Standard ACFA
- (en) Standard TICA
- (en) Standard FIFé
- (en) « Maine Coon », 17 septembre 2008 (version du 22 janvier 2009 sur Internet Archive), (en) WCF (page plus récente), « Maine Coon (MCO) »  [PDF], sur wcf.de, 8 décembre 2021 (consulté le 7 août 2023).